# Тимофеенко, Иван Васильевич
Иван Васильевич Тимофеенко (25 декабря 1918 — 7 октября 1986) — советский военнослужащий, участник Великой Отечественной войны, Герой Советского Союза, старший летчик 9-го гвардейского истребительного авиационного полка (6-я гвардейская истребительная авиационная дивизия, 8-я воздушная армия, 4-й Украинский фронт), полковник.

## Биография
Родился 25 декабря 1918 года в поселке Савинцы ныне Балаклейского района Харьковской области Украины. Был зачислен курсантом в Сталинградское военное авиационное училище. В 1940 году начал службу в 168-м резервном авиационном полку Дальневосточного военного округа.
На фронтах Великой Отечественной войны с 1 июля 1941 года. Весной 1942 года Тимофеенко под Харьковом воевал в составе 92-го истребительного авиационного полка и летал на И-153. К февралю 1944 года старший лётчик 9-го гвардейского истребительного авиационного полка гвардии старший лейтенант Тимофеенко совершил 336 боевых вылетов, в 76 воздушных боях сбил 15 самолётов противника и 6 в группе.
1 июля 1944 года за образцовое выполнение заданий командования и проявленные мужество и героизм в боях с немецко-фашистскими захватчиками гвардии старшему лейтенанту Тимофеенко Ивану Васильевичу присвоено звание Героя Советского Союза с вручением ордена Ленина и медали «Золотая Звезда».
Продолжал участвовать в боевых действиях полка. Всего на фронте произвёл 435 успешных боевых вылетов, провёл 105 воздушных боёв, в которых сбил лично 18 и в составе группы 3 самолёта. В 1955 году окончил Военно-воздушную академию. С 1972 года полковник Тимофеенко — в запасе. Жил в посёлке Чкаловский Московской области. 
Скончался 7 октября 1986 года. Похоронен на Гребенском кладбище в Щёлково.